# Йозеф Гангль
Йозеф Гангль (нім. Josef Gangl; 12 вересня 1910 — 5 травня 1945) — німецький офіцер, майор вермахту, національний герой Австрії.Під час Другої світової війни допомагав австрійському руху опору. Брав участь в обороні замку Іттер разом з американськими військами та французькими полоненими. Його вбив снайпер 17-ї танково-гренадерської дивізії СС, коли Гангль прикривав собою прем'єр-міністра Франції Поля Рейно.

## Нагороди
- Німецька імперська відзнака за фізичну підготовку в бронзі
- Медаль «За вислугу років у Вермахті» 4-го і 3-го класу (12 років)
- Залізний хрест
  - 2-го класу (20 серпня 1941)
  - 1-го класу (12 лютого 1942)
- Медаль «За зимову кампанію на Сході 1941/42»
- Німецький хрест в золоті (8 березня 1945)

## Вшанування пам'яті
Ім'ям Йозефа Гангеля названо вулицю в місті Вергль в Австрії .